# Loanny Cartaya
Loanny Cartaya (12 novembre 1985) è un ex calciatore cubano, di ruolo centrocampista.